# 新しい想い出 2001
『新しい想い出 2001』（あたらしいおもいで にせんいち）は、日本の歌手である沢田研二の38作目となるオリジナル・アルバム。
2001年6月20日に東芝EMIよりリリース、2002年にJULIE LABELより再発。

## 解説
本作は沢田がメジャーレーベルよりリリースした最後の作品である。
また本作以降の作品のジャケットからは沢田のポートレートが無くなり早川タケジのアートワークになっているなどターニングポイントになった作品である。
2001年は沢田がテレビ出演を解禁し、シングルとなった「あの日は雨」や過去曲の歌唱、また過去の映像も放送された。また、バラエティー番組の司会をこなしたりNHK朝の連続テレビ小説「オードリー」に出演するなどした。LIVEのセットリストもこの年は過去曲を多めに構成され、LIVEの動員が上昇するなど副次的な効果を齎している。

## 収録曲
- 全編曲：白井良明

1. 大切な普通
  - 作詞:GRACE／作曲:白井良明
2. 愛だけが世界基準
  - 作詞:覚和歌子／作曲:吉田光
3. 心の宇宙（ソラ）
  - 作詞:GRACE／作曲:下山淳
4. あの日は雨 (Album Version)
  - 作詞:覚和歌子／作曲:下山淳
5. 「C」
  - 作詞:GRACE／作曲:白井良明
6. AZAYAKANI
  - 作詞・作曲:沢田研二
7. ハートの青さなら　空にさえ負けない
  - 作詞:覚和歌子／作曲:伊豆田洋之
8. バラード491
  - 作詞:覚和歌子／作曲:すぎやまこういち
9. Good good day
  - 作詞・作曲:沢田研二